# Sankt Margarethen an der Raab
Sankt Margarethen an der Raab  är en ort och kommun i distriktet Weiz i förbundslandet Steiermark i Österrike.
Kommunen består av åtta orter (Ortschaften) (inom parentes invånarantal 1 januari 2024):

- Entschendorf (557)
- Goggitsch (284)
- Kroisbach (296)
- St. Margarethen an der Raab (1 274)
- Sulz (486)
- Takern I (368)
- Takern II (593)
- Zöbing (351)